# Paul Wyatt
Paul Wyatt (n. 27 februarie 1907, Brier Hill⁠(d), Pennsylvania, SUA – d. 15 decembrie 1970, Brownsville⁠(d), Pennsylvania, SUA) a fost un înotător ce a reprezentat Statele Unite ale Americii, medaliat olimpic. A participat la 2 ediții ale Jocurilor Olimpice (1924, 1928) în care a câștigat două medalii de argint și două medalii de bronz.